# Villar del Olmo
Villar del Olmo – miasto w Hiszpanii we wspólnocie autonomicznej Madryt, leżące przy autostradzie A-3, która łączy Madryt z Walencją.